# Saprolegniaceae
 (février 2024).
Si vous disposez d'ouvrages ou d'articles de référence ou si vous connaissez des sites web de qualité traitant du thème abordé ici, merci de compléter l'article en donnant les références utiles à sa vérifiabilité et en les liant à la section « Notes et références ».
 (mars 2021).
La mise en forme du texte ne suit pas les recommandations de Wikipédia : il faut le « wikifier ».
Les points d'amélioration suivants sont les cas les plus fréquents. Le détail des points à revoir est peut-être précisé sur la page de discussion.
- Les titres sont pré-formatés par le logiciel. Ils ne sont ni en capitales, ni en gras.
- Le texte ne doit pas être écrit en capitales (les noms de famille non plus), ni en gras, ni en italique, ni en « petit »…
- Le gras n'est utilisé que pour surligner le titre de l'article dans l'introduction, une seule fois.
- L'italique est rarement utilisé : mots en langue étrangère, titres d'œuvres, noms de bateaux, etc.
- Les citations ne sont pas en italique mais en corps de texte normal. Elles sont entourées par des guillemets français : « et ».
- Les listes à puces sont à éviter, des paragraphes rédigés étant largement préférés. Les tableaux sont à réserver à la présentation de données structurées (résultats, etc.).
- Les appels de note de bas de page (petits chiffres en exposant, introduits par l'outil «  Source ») sont à placer entre la fin de phrase et le point final[comme ça].
- Les liens internes (vers d'autres articles de Wikipédia) sont à choisir avec parcimonie. Créez des liens vers des articles approfondissant le sujet. Les termes génériques sans rapport avec le sujet sont à éviter, ainsi que les répétitions de liens vers un même terme.
- Les liens externes sont à placer uniquement dans une section « Liens externes », à la fin de l'article. Ces liens sont à choisir avec parcimonie suivant les règles définies. Si un lien sert de source à l'article, son insertion dans le texte est à faire par les notes de bas de page.
- La présentation des références doit suivre les conventions bibliographiques. Il est recommandé d'utiliser les modèles {{Ouvrage}}, {{Chapitre}}, {{Article}}, {{Lien web}} et/ou {{Bibliographie}}. Le mode d'édition visuel peut mettre en forme automatiquement les références.
- Insérer une infobox (cadre d'informations à droite) n'est pas obligatoire pour parachever la mise en page.

Pour une aide détaillée, merci de consulter Aide:Wikification.
Si vous pensez que ces points ont été résolus, vous pouvez retirer ce bandeau et améliorer la mise en forme d'un autre article.
Famille
Les micro-organismes faisant partie de la famille des Saprolegniaceae sont des moisissures notamment connues pour être de forts pathogènes pour les plantes, les poissons ainsi que les crustacés.
La famille des Saprolegniaceae est la plus grande famille de l’ordre des Saprolegniales possédant lui-même près de 19 genres d’organismes et plus de 150 espèces différentes.
L’ordre des Saprolegniales est composé d’individus ressemblant aux champignons (moisissures), faisant partie de la classe des Oomycètes, cependant de nombreuses études ont démontré qu’ils étaient en fait très éloignés des champignons.
Ces micro-organismes sont notamment présents majoritairement dans les milieux aquatiques, sur des déchets organiques (plantes) mais également sur les cadavres de petits animaux. La plupart des espèces des Saprolegnia sont des organismes définis comme saprophytes (capable de se nourrir de matières organiques mortes ou en décomposition, la sapromasse), cependant, certaines espèces sont pathogènes mais également parasitaires et elles peuvent provoquer diverses maladies comme les mycoses chez l’Homme, ou encore des maladies sur des animaux, comme des taches blanchâtres sur les branchies des poissons ou le pourrissement des œufs chez ces mêmes individus et des crustacés.
Ces individus sont des micro-organismes opportunistes qui profitent d’une rupture de la barrière épidermique d’un individu pour s’y développer.

## Hyphe
L'une des principales caractéristiques des champignons est la production de longues cellules tubulaires, les hyphes, qui se prolongent par un processus de croissance apicale. Les mécanismes cellulaires responsables de la croissance apicale semblent être les mêmes à travers les champignons malgré leur origine évolutive différente.
Dans la croissance apicale, il y a un fort gradient de cellule, la croissance maximale se produit au pôle apical et diminue rapidement vers la région subapicale. La formation de la paroi cellulaire est un processus basé sur des vésicules contenant des enzymes et des précurseurs nécessaires à la formation de la paroi cellulaire, qui sont ainsi sécrétés dans les zones de croissance. La croissance apicale implique une transformation de la surface de la paroi cellulaire, fortement incurvée de la pointe des hyphes.

## Reproduction
À la suite d’observations microscopiques, les moisissures d'eau apparaissent comme des filaments siphonaux mais leur identification exacte nécessite la préparation de cultures pures. La plupart des genres peuvent être distingués par leur appareil de multiplication asexuée et le mode de libération des zoospores ; la différenciation des espèces est beaucoup plus difficile à réaliser car elle nécessite la description précise des organes sexuels, y compris la présence ou l'absence de spermatocyste (gamétocyste mâle), l'origine des branches des spermatocystes, l'ornementation des oogones, la taille des oospores et la position des gouttelettes lipidiques dans les oospores.

## Liste des genres
Selon ITIS (6 mars 2021) :
- genre Achlya
- genre Aphanomyces
- genre Brevilegnia
- genre Dermocystidium
- genre Dictyuchus
- genre Geolegnia
- genre Leptolegnia De Bary, 1888
- genre Saprolegnia
- genre Sommerstorffia Arnaudow, 1923

Selon MycoBank (6 mars 2021) :
- Achlya
- Aplanes
- Aplanopsis
- Archilegnia
- Brevilegnia
- Calyptralegnia
- Cladolegnia
- Couchia
- Dictypleiosporus
- Dictyuchus
- Diplanes
- Geolegnia
- Hamidia
- Hydatinophagus
- Hydronema
- Isoachlya
- Jaraia
- Newbya
- Phragmosporangium
- Pringsheimina
- Protoachlya
- Pythiopsis
- Saprolegnia[4],[5],[6],[7],[8]
- Scoliolegnia
- Sommerstorffia
- Thraustotheca